# Braun-Klee
Der Braun-Klee (Trifolium badium), auch Alpen-Braun-Klee genannt, ist eine Pflanzenart aus der Gattung Klee (Trifolium) in der Unterfamilie der Schmetterlingsblütler (Faboideae) innerhalb der Familie der Hülsenfrüchtler (Fabaceae).

## Beschreibung

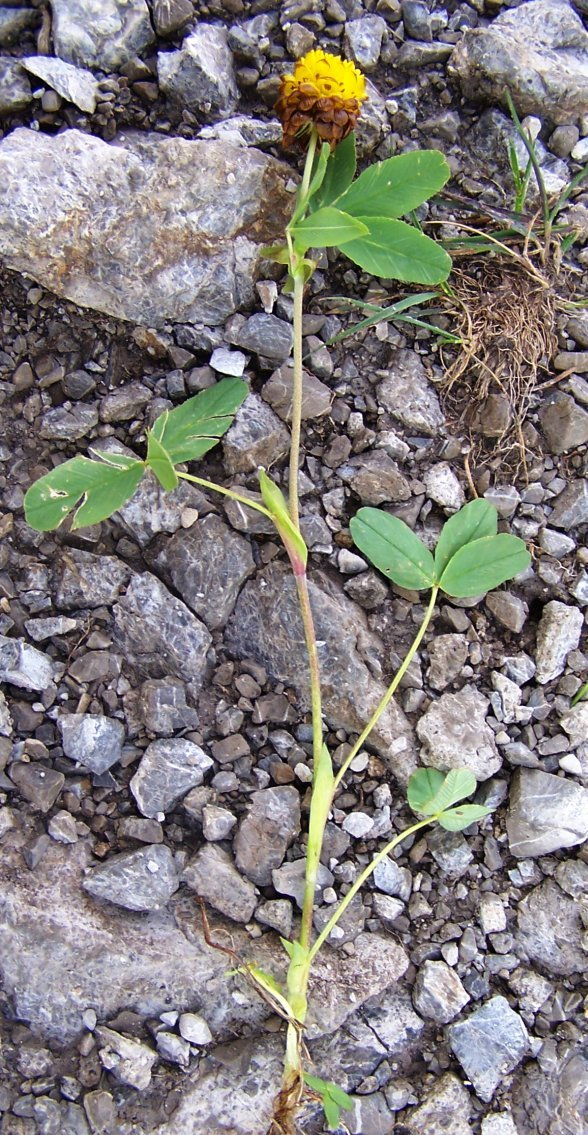
Habitus mit gestielten, dreiteiligen Laubblättern und Nebenblättern

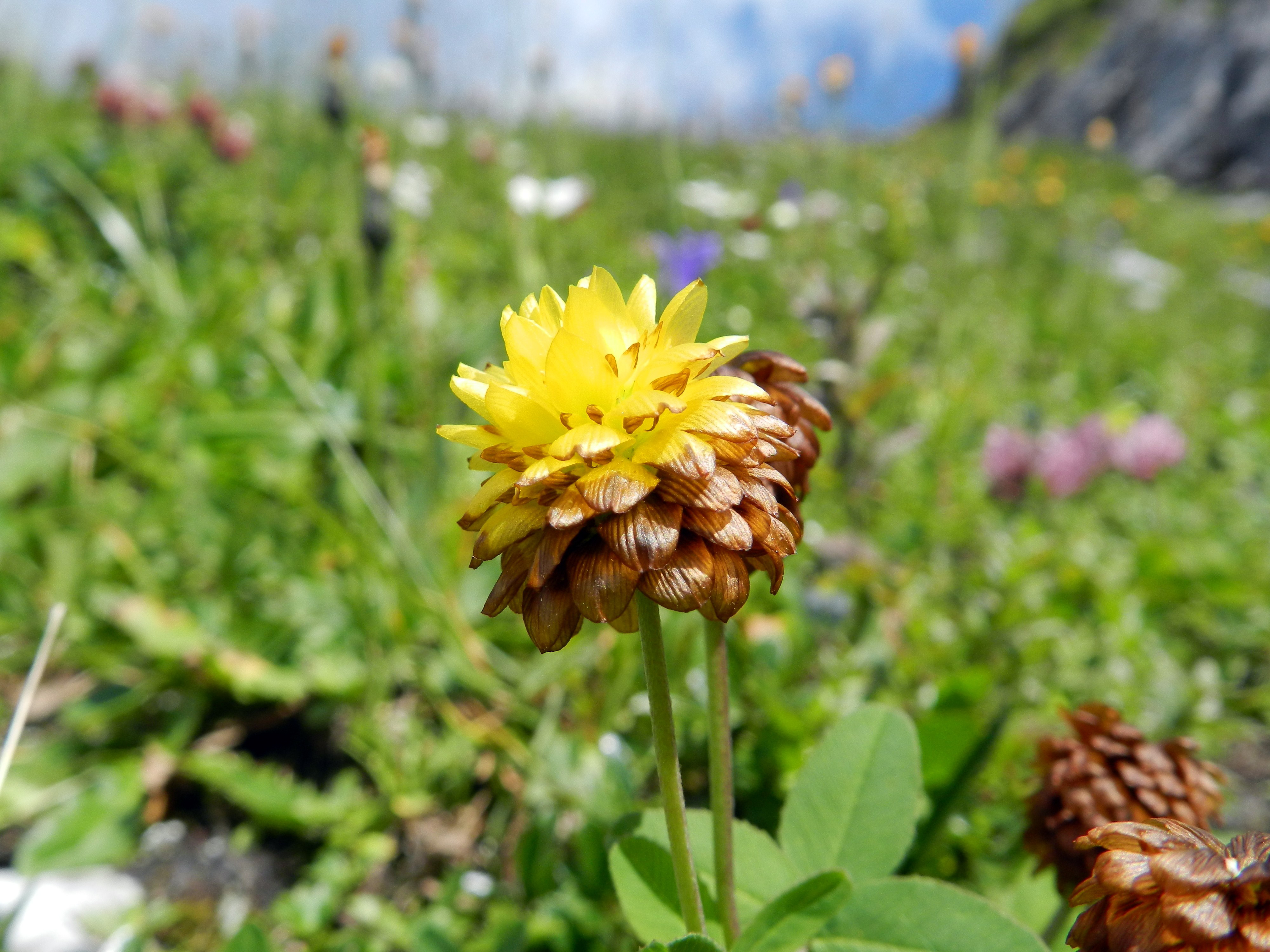
Blütenstand

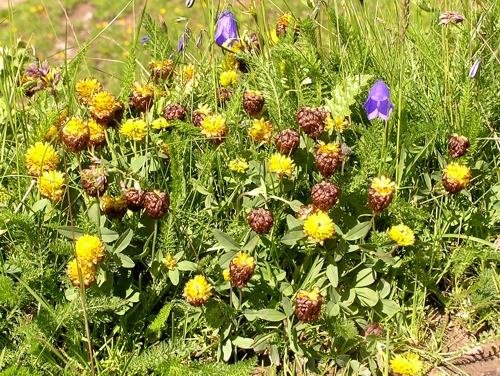
Verschiedene Blüte-Stadien

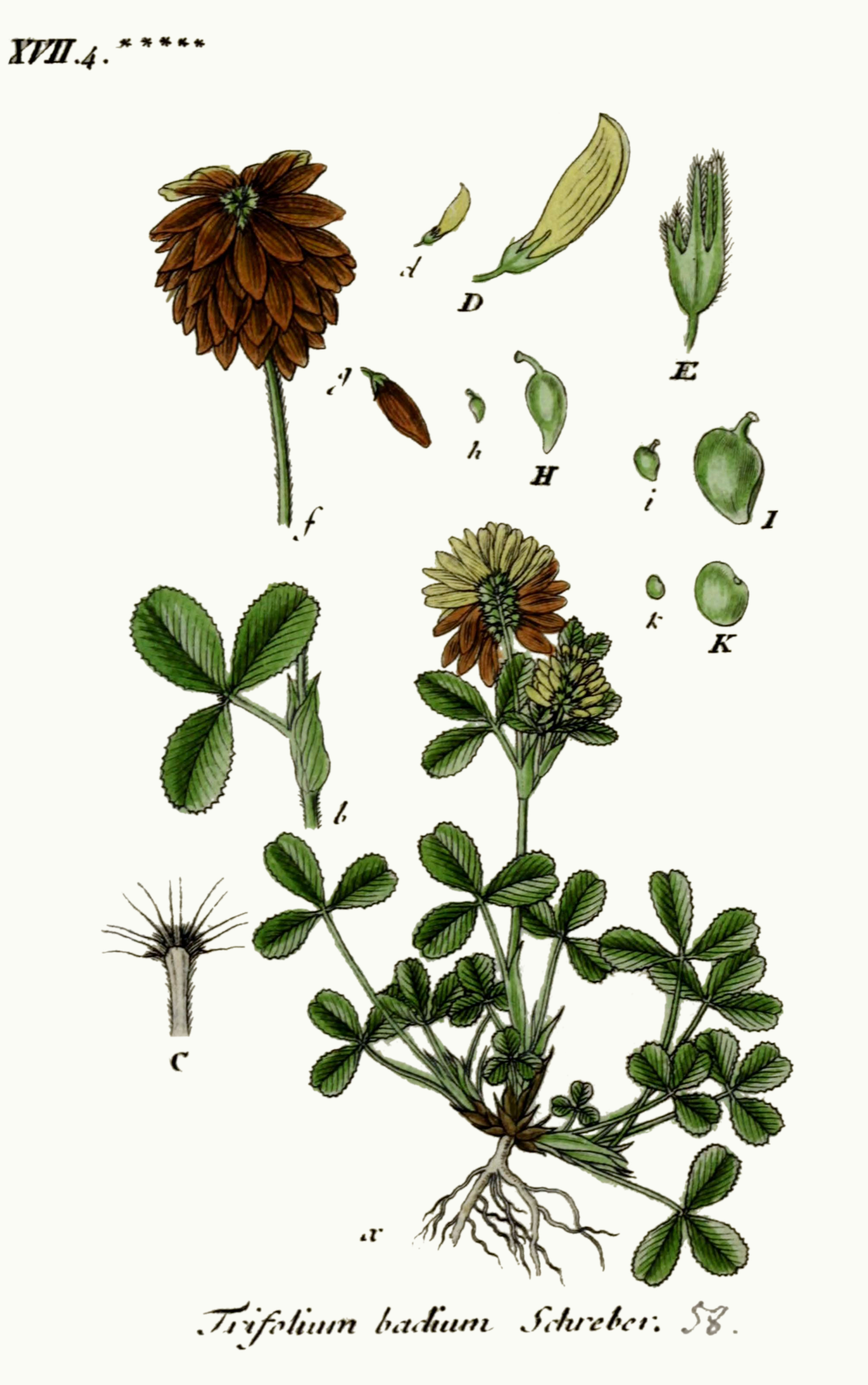
Illustration aus Sturm: Deutschlands Flora ..., 1804

### Vegetative Merkmale
Der Braun-Klee ist eine kahle, ausdauernde, krautige Pflanze, die Wuchshöhen von 10 bis 20 Zentimetern erreicht. Er besitzt niederliegende bis aufrechte Stängel.
Die wechselständig am Stängel angeordneten Laubblätter sind in Blattstiel und Blattspreite gegliedert. Die Blattspreite ist dreiteilig unpaarig gefiedert. Die Teilblätter sind bis zu 2 Zentimeter lang. Sie sind fast ringsum fein und scharf gezähnt und haben bis über 20 Paare gerader meist nicht gegabelter Seitennerven. Die Nebenblätter sind bei einer Länge von 10 bis 15 Millimetern eiförmig-lanzettlich mit spitzem oberen Ende und weit mit dem Blattstiel verbunden.

### Generative Merkmale
Die Blütezeit reicht von Juni bis August. In köpfchenförmigen Blütenständen sind jeweils etwa 60 winzige Blüten vereinigt, um die Schauwirkung zu steigern. Die Blütenstände sind anfangs halbkugelig und höchstens 1 Zentimeter breit; nach der Anthese sind sie bei einer Länge von bis zu 2 Zentimetern sowie bei einer Breite von etwa 1,5 Zentimeternt kegelig-eiförmig.
Die zwittrigen Blüten sind als Schmetterlingsblüten zygomorph und fünfzählig mit doppelter Blütenhülle. Die Blütenkronen sind zuerst goldgelb. Die gelben Fahnen werden nach dem Verblühen zuerst unten braun und vergrößert. Die Flügel sind schmal und gerade vorgestreckt. Das Schiffchen ist kürzuer als die halbe Fahne und überragt die Kelchzähne kaum.
Die Samen sind eiförmig, halb grün und halb gelb.

### Chromosomensatz
Die Chromosomengrundzahl beträgt x = 7; es liegt Diploidie mit einer Chromosomenzahl von 2n = 14 vor.

## Ökologie
Der Braun-Klee ist zwar ausdauernd, er wird aber nur zwei bis drei Jahre alt. Wenn er kurz vor der Blüte abgeschnitten oder abgeweidet wird, bildet er in der subalpinen Stufe im gleichen Jahr nochmal neue Blütentriebe. Die abgestorbenen Sprosse sind Wintersteher, ihre Fruchtstände ragen im Winter über den Schnee und die Hülsenfrüchte werden zusammen mit der vertrockneten Fahne durch den Wind ausgebreitet.

## Vorkommen

### Gesamtverbreitung
Der Braun-Klee ist in Mittel-, Süd- und Osteuropa bis zum Iran verbreitet. Er fehlt im nördlichen Afrika.

### Vorkommen in Mitteleuropa
Der Braun-Klee gedeiht in Höhenlagen von 600 bis 3000 Metern und bevorzugt in Mitteleuropa Höhenlagen von 1200 bis 2200 Metern. In den Allgäuer Alpen steigt er im Tiroler Teil zwischen Mutte und Rothornjoch nördlich Holzgau bis zu einer Höhenlage von 2200 Metern auf. Er kommt in Mitteleuropa in den Alpen und im südlichen Schweizer Jura zerstreut vor.
Der Braun-Klee gedeiht am besten auf feuchten, nährstoffreichen, humushaltigen, lehmigen oder tonigen Böden. Er besiedelt in Mitteleuropa vor allem lückige Standorte in Kalkböden, alpinen Weiden und Wiesen, er geht auch auf Viehläger und in Schneetälchen. Er ist eine Charakterart des Verbands Poion alpinae, kommt aber auch in Pflanzengesellschaften der Verbände Caricion ferrugineae oder Arabidion caeruleae vor.
Die ökologischen Zeigerwerte nach Landolt et al. 2010 sind in der Schweiz: Feuchtezahl F = 3+w (feucht aber mäßig wechselnd), Lichtzahl L = 4 (hell), Reaktionszahl R = 4 (neutral bis basisch), Temperaturzahl T = 2 (subalpin), Nährstoffzahl N = 3 (mäßig nährstoffarm bis mäßig nährstoffreich), Kontinentalitätszahl K = 3 (subozeanisch bis subkontinental).

## Taxonomie
Die Erstbeschreibung von Trifolium badium erfolgter 1804 durch Johann Christian Daniel von Schreber in Jacob Sturm: Deutschlands Flora in Abbildungen nach der Natur mit Beschreibungen ..., Band 4, Heft 16. Das Artepitheton badium für „braun“ bezieht sich auf die Blüte, die sich auffallend von gelb zu braun verfärbt.

## Nutzung
Der Braun-Klee gehört als düngerliebende Art zu den wenigen Alpenpflanzen, die von der Intensivierung der Landwirtschaft im Gebirge profitieren. Auf sehr hoch gelegenen Weiden, auf denen intensive Bewirtschaftung nicht mehr lohnt, zählt der Braun-Klee zu den geschätzten Futterpflanzen. An solchen Standorten sind hochwüchsige Pflanzen selten, offene Stellen häufig, so dass der Braun-Klee dort gute Bedingungen für sein Wachstum vorfindet.